# Anni 1930

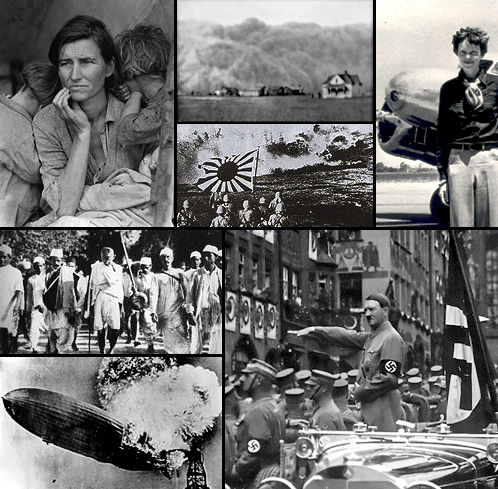
Anni Trenta in alto la grande depressione sotto Adolf Hitler in un corteo tempesta di polvere in texas Amelia Earhart la profezia di Gandhi disastro di LZ 129 Hindenburg

Gli anni 1930, comunemente chiamati anni Trenta, sono il decennio che comprende gli anni dal 1930 al 1939 inclusi.

## Eventi, invenzioni e scoperte

### 1930
- Dal 13 al 30 luglio, l'Uruguay ospita la prima edizione dei campionati mondiali di calcio: la vittoria sarà dei padroni di casa.
- Viene prodotto il lungometraggio Il re del jazz, uno dei primi musical a colori.
- Viene scoperto il pianeta nano Plutone.

### 1931
- 1º maggio: a New York viene inaugurato l'Empire State Building, che toglie al Chrysler Building il titolo di grattacielo più alto del mondo.
- A Chicago Al Capone viene arrestato per evasione fiscale da Eliot Ness e la sua squadra di investigatori (gli Intoccabili) e condannato a undici anni di reclusione.
- 19 settembre: il Giappone invade la Manciuria, instaurando lo stato fantoccio del Manciukuò.
- Ernst Ruska mette a punto il microscopio elettronico

### 1932
- 16 giugno - 9 luglio – Svizzera: alla conferenza di Losanna si stabilisce di condonare alla Germania i pagamenti dovuti per le riparazioni di guerra.
- 21- 22 maggio: l'americana Amelia Earhart è la prima donna a sorvolare l'Atlantico.
- Viene prodotta la prima pellicola in Technicolor.
- Vladimir Koz'mič Zvorykin crea la telecamera elettronica.

### 1933
- 30 gennaio: Adolf Hitler viene eletto Cancelliere tedesco. Inizio del regime nazista in Germania che porterà alla seconda guerra mondiale; vengono costruiti i primi campi di sterminio e l'antisemitismo diventa sempre più marcato.
- Il Presidente degli Stati Uniti d'America Franklin D. Roosevelt avvia la politica del New Deal per combattere la Grande depressione.
- Negli Stati Uniti viene abolito il Proibizionismo.

### 1934
- 25 luglio: in Austria viene assassinato il cancelliere Dollfuss.
- Negli Stati Uniti, a Hollywood, nasce la 20th Century Fox.
- Wallace Carothers inventa il nylon.
- Il 10 giugno l'Italia vince il suo primo titolo ai Mondiali di calcio.
- 14 giugno, a Venezia il primo incontro ufficiale tra Benito Mussolini e Adolf Hitler.

### 1935
- Lo swing si afferma come componente definitiva del jazz e inizia a diffondersi in tutto il mondo. Inizia l'era delle numerose big band.
- Gerhard Domagk sperimenta il primo sulfamidico.
- All'alba del 3 ottobre le prime truppe italiane partite dall'Eritrea superano il confine con l'Etiopia; inizia la guerra d'Etiopia. La comunità internazionale condanna all'unanimità l'Italia, e il 18 novembre la Società delle Nazioni gli infligge delle sanzioni economiche.

### 1936
- Il 20 gennaio muore re Giorgio V del Regno Unito, gli succede il figlio primogenito col nome di Edoardo VIII.
- Nel pomeriggio del 5 maggio, il maresciallo Pietro Badoglio entra ad Addis Abeba; ha così termine la guerra d'Etiopia.
- Un fallito tentativo di colpo di Stato contro il legittimo governo repubblicano da parte di gruppi nazionalisti spagnoli di estrema destra, sfocia rapidamente in una guerra civile. Scoppia così la guerra civile spagnola.
- Alle Olimpiadi di Berlino l'atleta afro - americano Jesse Owens vince quattro medaglie d'oro nell'atletica.
- L'11 dicembre re Edoardo VIII del Regno Unito abdica per sposare l'americana Wallis Simpson, gli succede il fratello col nome di Giorgio VI.

### 1937
- Viene pubblicato il primo libro di H. P. Lovecraft, Dagon.
- Il 14 giugno negli Stati Uniti d'America il presidente Roosevelt firma il Marijuana Tax Act, dando il via al Proibizionismo nei confronti della cannabis.
- Martedì 21 dicembre: al Carthay Circle Theatre di Los Angeles viene presentato in anteprima mondiale Biancaneve e i sette nani, primo lungometraggio animato nella storia del cinema e film che dà inizio al successo disneyano.
- Seconda guerra sino-giapponese.

### 1938
- Con l'Anschluss, il 12 marzo alla Germania nazista si annette l'Austria.
- In giugno si svolgono i mondiali di calcio, vinti per la seconda volta consecutiva dall'Italia.
- Esce a giugno il numero uno di Action Comics, serie a fumetti che vede il debutto di Superman.
- In Germania, le persecuzioni contro gli ebrei raggiungono il culmine in novembre nella Notte dei cristalli.

### 1939
- In marzo Madrid viene conquistata dai falangisti. Si conclude in Spagna la guerra civile con la vittoria del generale Franco e l'instaurazione di un regime dittatoriale nel paese.
- Viene pubblicato a maggio il n. 27 di Detective Comics, in cui fa la sua prima apparizione Batman.
- 1º settembre: la Germania invade la Polonia, atto che segna lo scoppio della seconda guerra mondiale.
- Frank Sinatra diviene il primo idolo dei giovanissimi grazie alla sua canzone All or Nothing at All.
- 15 dicembre: ad Atlanta viene presentato in anteprima mondiale il film Via col vento, vincitore di 10 Premi Oscar.
- Igor Sikorsky e Ernst Heinkel costruiscono rispettivamente l'elicottero a un rotore e l'aereo a reazione.
- Luther George Simjian progetta il primo bancomat.

## Personaggi di spicco
- Adolf Hitler
- Benito Mussolini
- Francisco Franco
- Albert Lebrun
- Ramsay MacDonald
- Stanley Baldwin
- Neville Chamberlain
- Franklin Delano Roosevelt
- Hirohito
- Stalin
- Chiang Kai-shek
- Amelia Earhart
- Shirley Temple
- Walt Disney